# Lepospòndils
Els lepospòndils (Lepospondyli) foren un grup de tetràpodes petits però diversos que visqueren entre el Carbonífer i el Permià inferior. Se'n coneixen sis clades diferents: els aquerontíscids, els adelospòndils, els aïstòpodes, els lisorofis, els microsaures i els nectrideus. Algunes espècies tenien forma de tritó, anguila, sargantana o serp, i d'altres no s'assemblaven a cap animal modern. N'hi havia espècies aquàtiques, semiaquàtiques o terrestres. Cap d'elles no era gaire grossa (el gènere més gros, el ceraterpetòntid Diplocaulus, assolia un metre de llargada, però la majoria eren molt més petits), i es pot assumir que vivien en nínxols ecològics especialitzats no ocupats pels seus contemporanis temnospòndils, més nombrosos.

## Taxonomia
Lepospondyli
- Ordre Adelospondyli
- Família Acherontiscidae
- Ordre Aistopoda
  - Família Lethiscidae
  - Família Ophiderpetontidae
  - Família Oestocephalidae
  - Família Pseudophlegethontiidae
  - Família Phlegethontiidae
- Ordre Nectridea
  - Arizonerpeton
  - Família Scincosauridae
  - Família Keraterpetontidae
  - Família Urocordylidae
- Superordre Microsauria
  - Família Odonterpentontidae
  - Tuditanomorpha
    - Família Pantylidae
    - Família Tuditanidae
    - Família Hapsidopareiontidae
    - Família Gymnarthridae
    - Família Ostodolepididae
    - Família Trihecatontidae
    - Família Goniorhynchidae

  - Família Brachystelechidae
  - Ordre Lysorophia
    - Família Lysorophidae